# Vogelbuurt (Velden)
De Vogelbuurt is een woonkern iets ten zuiden van het dorp Velden, behorend bij de gemeente Venlo in de Nederlandse provincie Limburg. Veel straten in de Vogelbuurt zijn naar een vogel vernoemd en er ligt een bowlingbaan.